# Prey (Vosges)
Pour les articles homonymes, voir Prey.
Prey est une commune française située dans le département des Vosges en région Grand Est.

## Géographie

### Localisation
Prey est une petite commune rurale située dans la vallée de la Vologne, à mi-chemin entre Bruyères et Docelles.

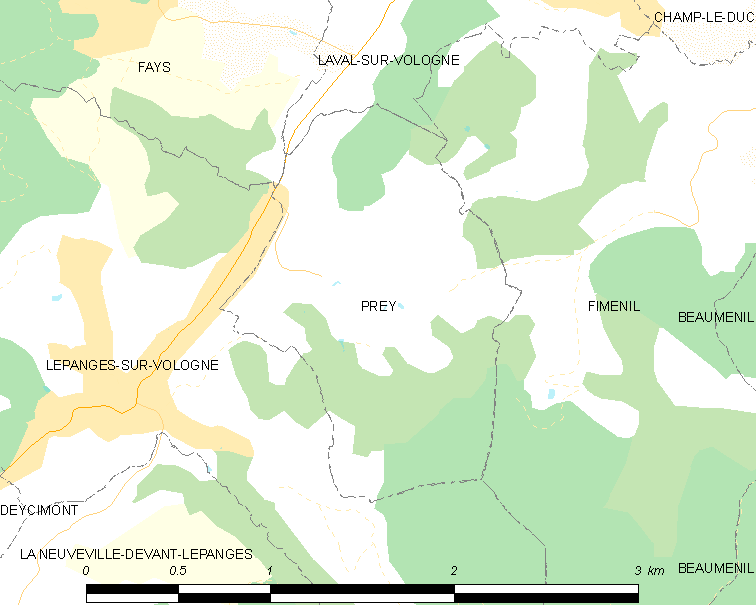
Situation de Prey.

### Géologie et relief
La commune se compose de 0,12 hectares de territoires artificialisés (0,06 %), 119,56 hectares de territoires agricoles (56,40 %) et 92,24 hectares de forêts et milieux semi-naturels (43,51 %).
Espaces naturels :
- Une zone naturelle d'intérêt écologique, faunistique et floristique (Znieff) :

Massif vosgien.

### Hydrographie et les eaux souterraines
Hydrogéologie et climatologie : Système d’information pour la gestion des eaux souterraines du bassin Rhin-Meuse :
Territoire communal : Occupation du sol (Corinne Land Cover); Cours d'eau (BD Carthage),
Géologie : Carte géologique; Coupes géologiques et techniques,
 Hydrogéologie : Masses d'eau souterraine; BD Lisa; Cartes piézométriques.
La commune est située dans le bassin versant du Rhin au sein du bassin Rhin-Meuse. Elle est drainée par la Vologne et le ruisseau de Prey,.
La Vologne prend sa source à plus de 1 240 mètres d'altitude, sur le domaine du jardin d'altitude du Haut-Chitelet, entre le Hohneck et le col de la Schlucht, et se jette dans la Moselle à Jarménil, à 358 m d'altitude.

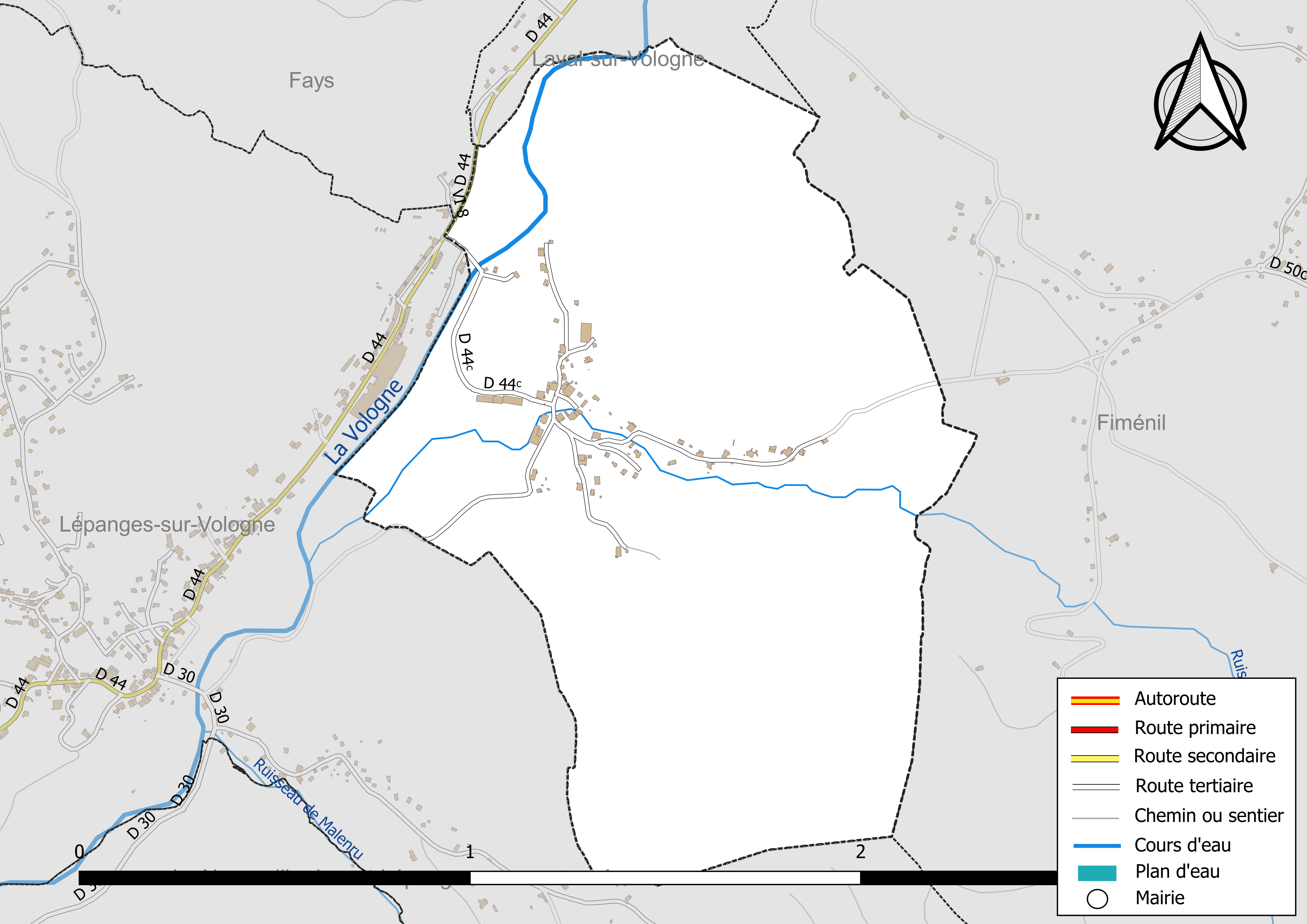
Réseaux hydrographique et routier de Prey.

La qualité des eaux de baignade et des cours d’eau peut être consultée sur un site dédié géré par les agences de l’eau et l’Agence française pour la biodiversité.

### Climat
Pour des articles plus généraux, voir Climat du Grand Est et Climat des Vosges.
En 2010, le climat de la commune est de type climat de montagne, selon une étude du Centre national de la recherche scientifique s'appuyant sur une série de données couvrant la période 1971-2000. En 2020, Météo-France publie une typologie des climats de la France métropolitaine dans laquelle la commune est exposée à un climat semi-continental et est dans la région climatique  Vosges, caractérisée par une pluviométrie très élevée (1 500 à 2 000 mm/an) en toutes saisons et un hiver rude (moins de 1 °C). 
Pour la période 1971-2000, la température annuelle moyenne est de 9,3 °C, avec une amplitude thermique annuelle de 16,9 °C. Le cumul annuel moyen de précipitations est de 1 245 mm, avec 13,9 jours de précipitations en janvier et 11 jours en juillet. Pour la période 1991-2020, la température moyenne annuelle observée sur la station météorologique de Météo-France la plus proche, « Le Roulier_sapc », sur la commune du Roulier à 5 km à vol d'oiseau, est de 10,2 °C et le cumul annuel moyen de précipitations est de 1 000,2 mm. 
La température maximale relevée sur cette station est de 38,1 °C, atteinte le 25 juillet 2019 ; la température minimale est de −18,3 °C, atteinte le 20 décembre 2009,,. 
Les paramètres climatiques de la commune ont été estimés pour le milieu du siècle (2041-2070) selon différents scénarios d'émission de gaz à effet de serre à partir des nouvelles projections climatiques de référence DRIAS-2020. Ils sont consultables sur un site dédié publié par Météo-France en novembre 2022.

## Urbanisme

### Typologie
Au 1er janvier 2024, Prey est catégorisée commune rurale à habitat dispersé, selon la nouvelle grille communale de densité à sept niveaux définie par l'Insee en 2022.
Elle est située hors unité urbaine et hors attraction des villes,.

### Occupation des sols
L'occupation des sols de la commune, telle qu'elle ressort de la base de données européenne d’occupation biophysique des sols Corine Land Cover (CLC), est marquée par l'importance des territoires agricoles (56,6 % en 2018), une proportion identique à celle de 1990 (56,6 %). La répartition détaillée en 2018 est la suivante : 
prairies (56,6 %), forêts (43,4 %). L'évolution de l’occupation des sols de la commune et de ses infrastructures peut être observée sur les différentes représentations cartographiques du territoire : la carte de Cassini (XVIIIe siècle), la carte d'état-major (1820-1866) et les cartes ou photos aériennes de l'IGN pour la période actuelle (1950 à aujourd'hui).

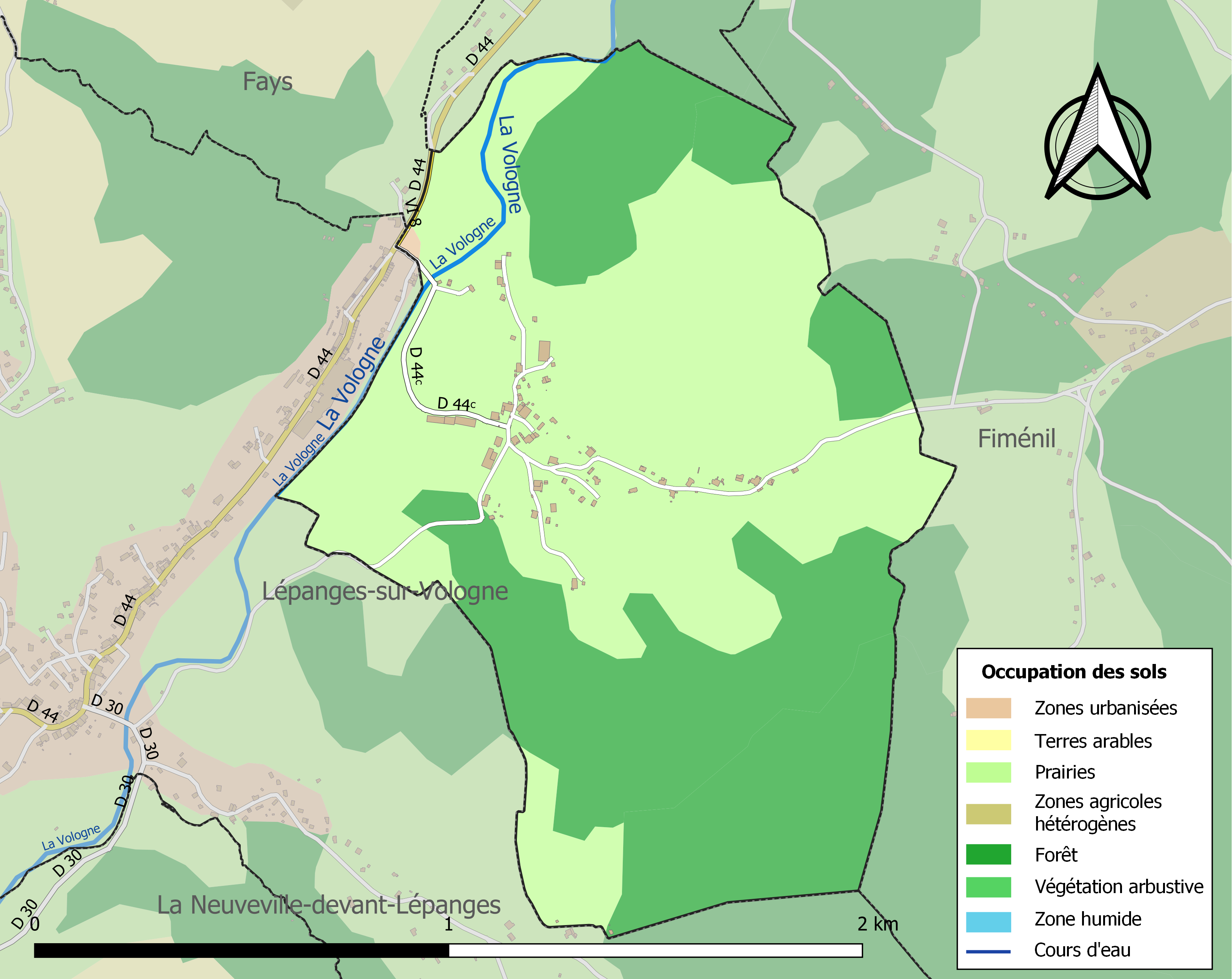
Carte des infrastructures et de l'occupation des sols de la commune en 2018 (CLC).

### Voies de communications et transports

#### Voies routières
La commune est à 1,7 km de Lépanges-sur-Vologne, 2,6 de Fiménil et Laval-sur-Vologne et 5,2 de Bruyères.
- A35 (aussi appelée autoroute des cigognes ou l'Alsacienne). Échangeur Colmar.

#### Transports en commun

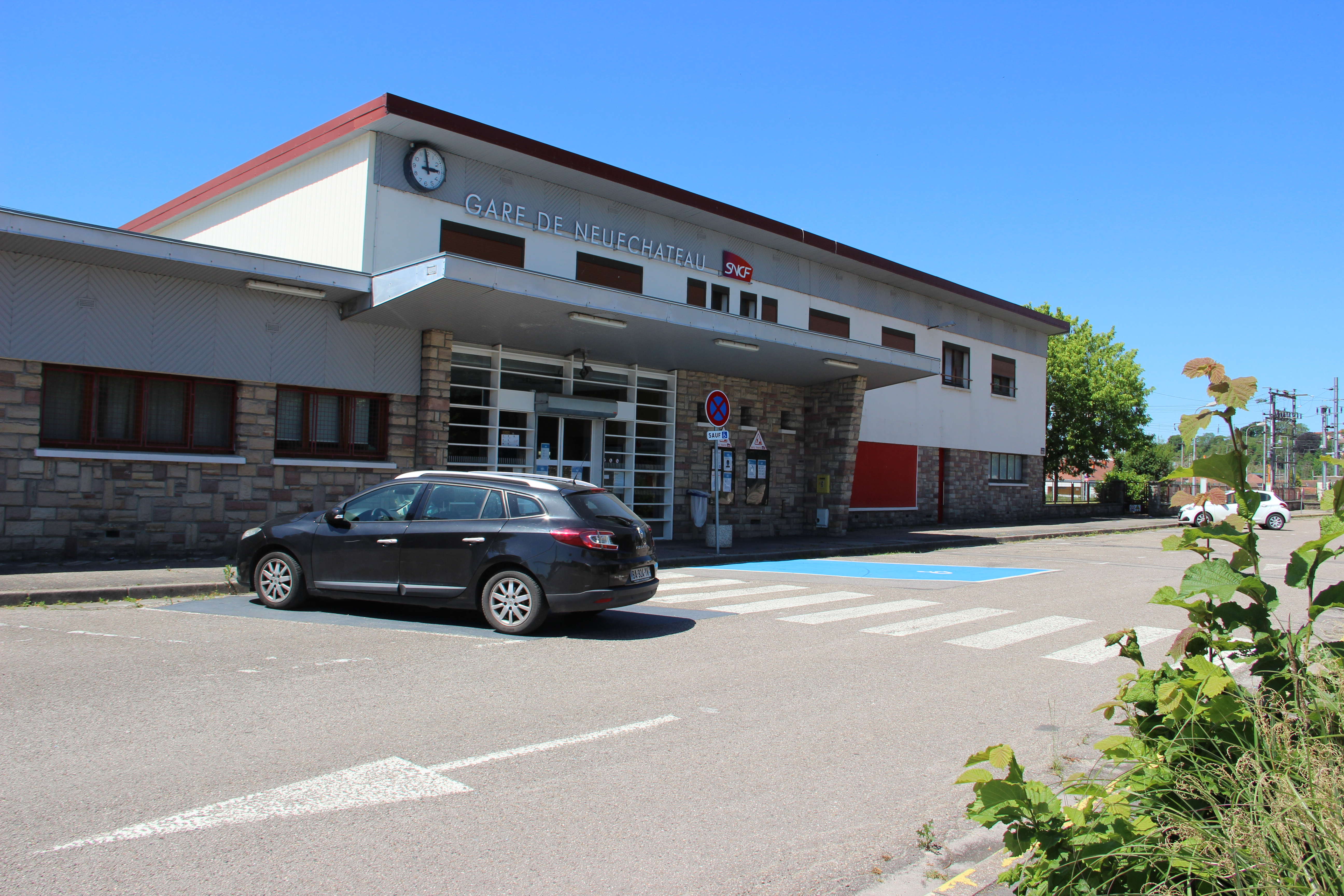
Gare Bruyères.

- Fluo Grand Est.

#### Lignes SNCF
- Gare Bruyères

#### Transports aériens
- L'Aéroport d'Épinal-Mirecourt « Vosges Aéroport ».

À partir de l'été 2021, l’aéroport d’Épinal-Mirecourt est devenu le "pélicandrome" de la Zone Est et servira ainsi de base de ravitaillement et d’intervention pour les avions bombardiers d’eau connus sous le nom de Dash 8.
- Aéroport de Colmar - Houssen.

## Toponymie
Le nom de la localité est attesté sous les formes Prey (1580) ; Praye (1751) ; Praye ou Pray (1753) ; Praye-sur-Vologne ou Prey (1779) ; Preix (1768).

De l,oïl prèy, pray « pré » attestés dans l'Est de la France.

## Histoire
Un seigneur de Prey est mentionné en 1278 en procès au Parlement de Paris.

## Politique et administration

### Découpage territorial
Par arrêté préfectoral du 15 septembre 2023, la commune est retirée le 1er janvier 2024 de l'arrondissement d'Épinal et rattachée à l'arrondissement de Saint-Dié-des-Vosges.

### Liste des maires
| Période                                  | Période                    | Identité                  | Étiquette | Qualité                                       |
| ---------------------------------------- | -------------------------- | ------------------------- | --------- | --------------------------------------------- |
| Les données manquantes sont à compléter. |                            |                           |           |                                               |
| mars 1983                                | mars 1989                  | Hubert Cendre (1926-2007) |           | gérant de scierie                             |
| mars 2001                                | 18 mai 2020                | Michel Dambrine           |           |                                               |
| 18 mai 2020                              | En cours (au 26 mars 2025) | Francis Haas              |           | Ancien artisan, commerçant, chef d'entreprise |

### Budget et fiscalité 2023
En 2023, le budget de la commune était constitué ainsi :
- total des produits de fonctionnement : 74 000 €, soit 807 € par habitant ;
- total des charges de fonctionnement : 73 000 €, soit 790 € par habitant ;
- total des ressources d'investissement : 7 000 €, soit 74 € par habitant ;
- total des emplois d'investissement : 60 000 €, soit 653 € par habitant ;
- endettement : 36 000 €, soit 392 € par habitant.

Avec les taux de fiscalité suivants :
- taxe d'habitation : 20,75 % ;
- taxe foncière sur les propriétés bâties : 36,15 % ;
- taxe foncière sur les propriétés non bâties : 32,76 % ;
- taxe additionnelle à la taxe foncière sur les propriétés non bâties : 0,00 % ;
- cotisation foncière des entreprises : 0,00 %.

Chiffres clés Revenus et pauvreté des ménages en 2021 : médiane en 2021 du revenu disponible, par unité de consommation.

## Économie

### Entreprises et commerces

#### Agriculture
- Élevage de vaches laitières.
- Élevage d'autres bovins et de buffles.
- Élevage d'autres animaux.

#### Tourisme
- Hébergement et restauration à Champ-le-Duc, Laveline-du-Houx, Bruyères, Tendon, Jussrupt, Docelles.

#### Commerces
- Commerces et services de proximité[27].

## Population et société

### Démographie

#### Évolution démographique
L'évolution du nombre d'habitants est connue à travers les recensements de la population effectués dans la commune depuis 1793. Pour les communes de moins de 10 000 habitants, une enquête de recensement portant sur toute la population est réalisée tous les cinq ans, les populations de référence des années intermédiaires étant quant à elles estimées par interpolation ou extrapolation. Pour la commune, le premier recensement exhaustif entrant dans le cadre du nouveau dispositif a été réalisé en 2007.

En 2022, la commune comptait 89 habitants, en évolution de −7,29 % par rapport à 2016 (Vosges : −2,96 %, France hors Mayotte : +2,11 %).
| 1793 | 1800 | 1806 | 1821 | 1831 | 1836 | 1841 | 1846 | 1856 |
| ---- | ---- | ---- | ---- | ---- | ---- | ---- | ---- | ---- |
| 68   | 72   | 67   | 93   | 93   | 110  | 122  | 141  | 151  |

| 1861 | 1866 | 1876 | 1881 | 1886 | 1891 | 1896 | 1901 | 1906 |
| ---- | ---- | ---- | ---- | ---- | ---- | ---- | ---- | ---- |
| 121  | 130  | 108  | 113  | 118  | 115  | 134  | 132  | 113  |

| 1911 | 1921 | 1926 | 1931 | 1936 | 1946 | 1954 | 1962 | 1968 |
| ---- | ---- | ---- | ---- | ---- | ---- | ---- | ---- | ---- |
| 146  | 134  | 116  | 118  | 107  | 110  | 111  | 104  | 86   |

| 1975 | 1982 | 1990 | 1999 | 2006 | 2007 | 2012 | 2017 | 2022 |
| ---- | ---- | ---- | ---- | ---- | ---- | ---- | ---- | ---- |
| 88   | 80   | 96   | 89   | 93   | 94   | 100  | 93   | 89   |

### Enseignement
Établissements d'enseignements :
- Écoles maternelles et primaires à Lépanges-sur-Vologne, Laval-sur-Vologne, La Neuveville-devant-Lépanges, Champ-le-Duc, Bruyères, Deycimont.
- Collèges à Bruyères, Le Tholy, Éloyes, Corcieux.
- Lycées à Bruyères, La Baffe, Épinal.

### Santé
Professionnels et établissements de santé :
- Médecins à Bruyères, Laveline-devant-Bruyères, Grandvillers, Docelles, Brouvelieures.
- Pharmacies à Bruyères, Docelles, Granges-sur-Vologne, Éloyes, Le Tholy, Deyvillers, Pouxeux.
- Hôpitaux à Bruyères, Épinal, Gerbépal, Golbey.

### Cultes
- Culte catholique, Paroisse de Saint Antoine en Vologne[34], Diocèse de Saint-Dié.

## Lieux et monuments
- Un buste de Jean-Antoine Villemin est visible au centre du village[35]
- Plaque commémorative 1914-1918 sur la façade de la mairie[36]
- Croix route de Bruyères[37].
- Croix route de Fiménil[38].

## Personnalités liées à la commune
- Jean-Antoine Villemin (1827-1892), médecin dont les travaux ont porté sur la tuberculose.
- Georges Baradel, industriel[39].
- Médaillé de Sainte-Hélène : Jean Baptiste Janin[40].

## Pour approfondir